# 赤いポスター

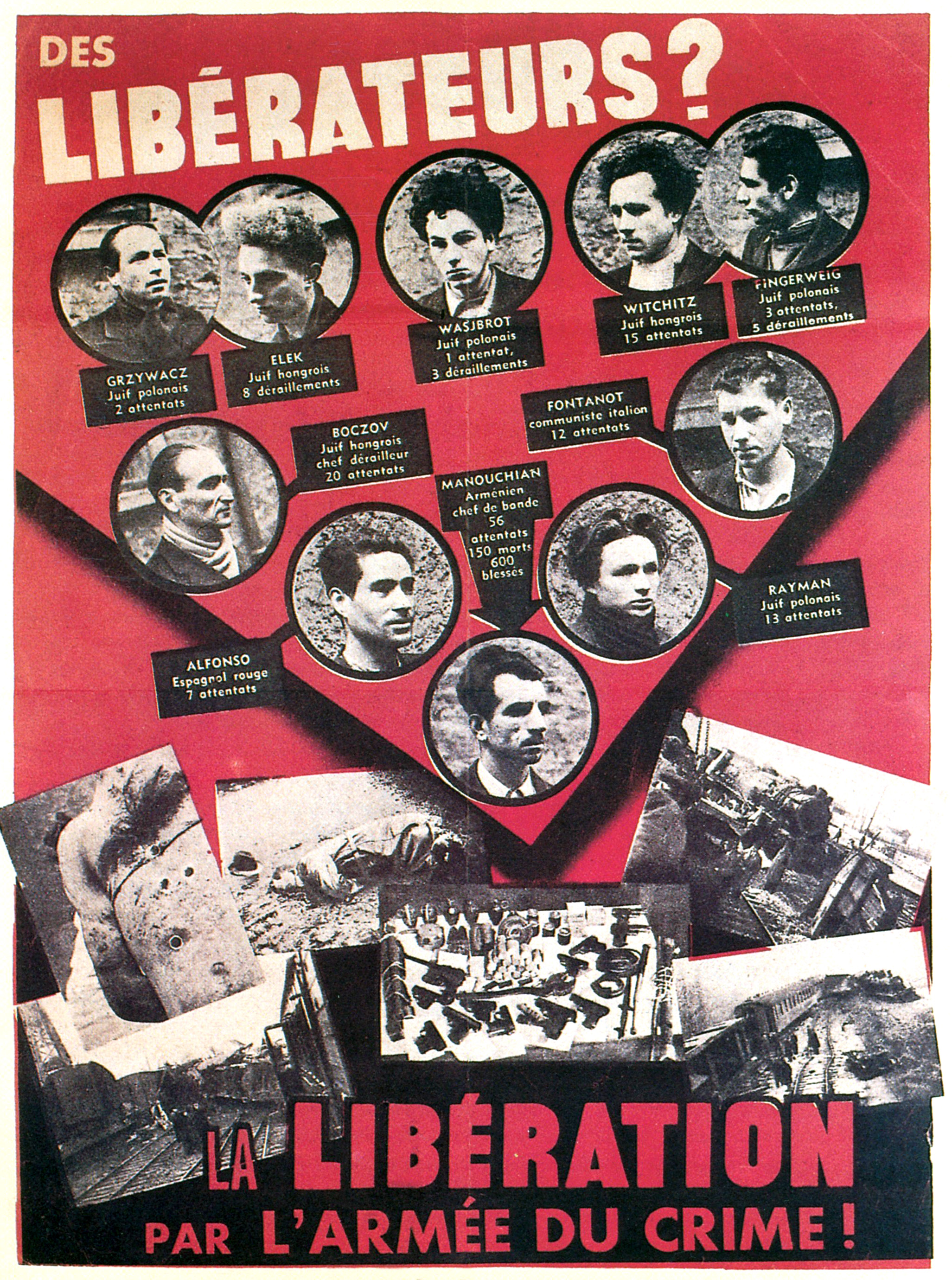
赤いポスター

赤いポスター (あかいポスター、Affiche rouge) とは、ナチス・ドイツ占領下で反ユダヤ主義、外国人嫌悪、そして恐怖心を煽るためのプロパガンダとしてヴィシー政府が15,000部以上作成し、パリの至る所に貼り付けたポスターである。「赤いポスター」には、フランス共産党の下部組織で対独レジスタンス運動家の「義勇兵パルチザン ― 移民労働者 (FTP-MOI)」10人の顔写真と名前が掲載されていた。彼らはレジスタンス運動の一環として武装ゲリラ活動を展開し、一斉検挙により逮捕され、死刑を宣告されたマヌーシアン・グループの一員であった。「赤いポスター」の目的は、彼らをテロリスト扱いし、レジスタンス運動を制圧することであったが、これは逆効果に終わった。彼らはフランスのために戦って死んだ外国人の象徴となったのである。彼ら10人を含むマヌーシアン・グループの23人は、1944年2月21日15時40分、パリ近郊のモン・バレリアンで銃殺された。

## 赤いポスターの内容
赤旗および血の色で描かれた「赤いポスター」の目的は、レジスタンス運動をテロリズムとして糾弾することであった。ポスター上部には「これが解放軍か」、下部には「犯罪の軍隊による解放だ」と書かれ、マヌーシアン・グループ（以下参照）のメンバー10人の顔写真が掲載され、彼らが関与した対独抵抗活動（ゲリラ活動）について記載されている。すべて外国人で、ほとんどがユダヤ人である。
- Grzywacz – ポーランド系ユダヤ人、テロ行為2件
- Elek – ハンガリー系ユダヤ人、列車脱線8件
- Wasjbrot (Wajsbrot) – ポーランド系ユダヤ人、テロ行為1件、列車脱線3件
- Witchitz – ハンガリー系ユダヤ人、テロ行為15件
- Fingerweig – ポーランド系ユダヤ人、テロ行為3件、列車脱線5件
- Boczov – ハンガリー系ユダヤ人、列車脱線主犯、テロ行為20件
- Fontanot (Fontano) – イタリア人共産主義者、テロ行為12件
- Alfonso – スペイン人共産党員、テロ行為7件
- Rajman – ポーランド系ユダヤ人、テロ行為13件
- Manouchian – アルメニア人、グループ主犯、テロ行為56件、死者150人、負傷者600人

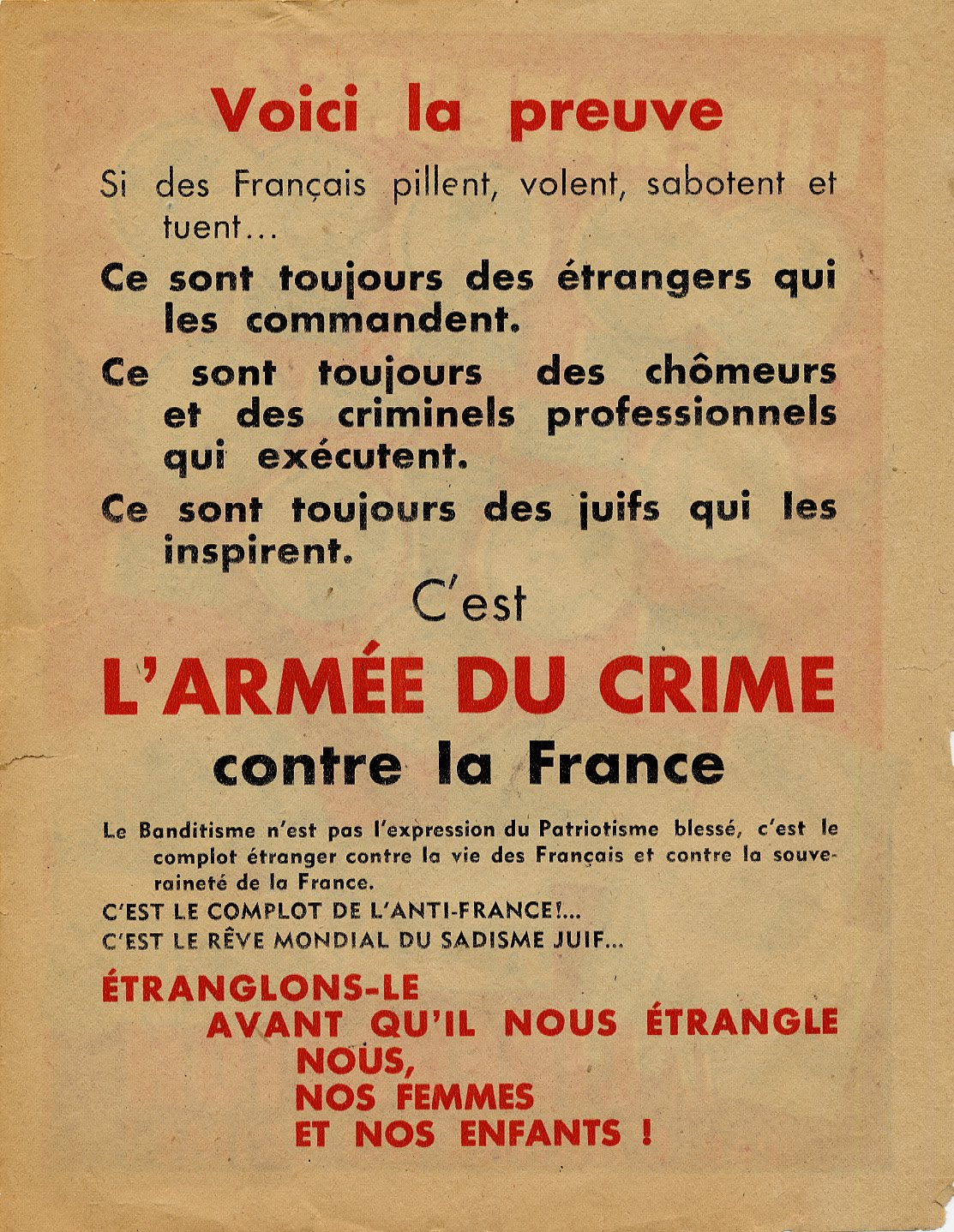
「赤いポスター」のチラシの裏面 (1944年2月, シャンピニーの国立レジスタンス博物館所蔵)

ポスターの下部には武器、脱線した列車、弾丸が撃ち込まれた死体などの写真が6枚掲載されている。死体の写真が2枚あり、1943年7月15日に殺害されたフランク・マルティヌー警視と1943年11月12日に殺害されたジョルジュ・ゴーティエ警視正と特定されている。いずれも誣告により、義勇兵パルチザンに殺害された。
このポスターと同時に、チラシも配布され、表には同じポスターが掲載され、裏には「これが証拠である」とし「フランス人が略奪、窃盗、妨害工作、殺害などを行う場合、その命令を下すのは常に外国人である。これを実行するのは常に失業者と職業的犯罪者である。彼らをそそのかすのは常にユダヤ人である。彼らはフランスに対する犯罪の軍隊である。強盗行為は傷ついた愛国主義の表現ではなく、フランス人の生活およびフランスの主権を脅かす外国人の陰謀である。これは反フランス的陰謀である。これはユダヤ的サディズムの世界規模の夢である。我々が、我々の妻と我々の子供たちが絞殺される前に、我々の手で相手を絞め殺そう！」と書かれ、反ユダヤ主義的・外国人嫌悪的な内容である。
「赤いポスター」の大きさは152 × 130 cmおよび118 × 75 cm、チラシの大きさは22 × 26 cmである。「赤いポスター」やチラシはフランス国立図書館、国立移民史博物館、アンヴァリッド軍事博物館、ショア記念館など多くの博物館が所蔵・展示している。

## 歴史的背景
第二次世界大戦中、ナチス・ドイツに対するフランスの降伏に伴って1940年6月22日に締結された独仏休戦協定により、フランスはドイツ軍の占領下に置かれた北部とペタン元帥がヴィシー政府を置く南部とに分断された。しかしこれに対し、6月18日にロンドンに逃れたドゴール将軍は、同日夕方、BBC放送を通じてフランスの降伏を認めないよう訴え、間もなく、抗戦継続のために自由フランス軍を組織した。
一方、1939年8月23日に締結された独ソ不可侵条約は、1941年6月22日にドイツ軍がソ連領内に侵攻を開始したことで事実上破棄された。これを機に、これまでドイツ占領当局に対して忍従を強いられていたフランス共産党は情勢が一変したと判断し、ヴィシー政府の対独協力政策に対して公然と反対を表明。モスクワからの指令に従い、1942年4月に「義勇兵パルチザン(FTP)」と呼ばれる武装ゲリラ組織を創設し、北部のドイツ軍占領地域と南部のヴィシー政府管轄地の境界付近を中心に、ドイツ軍将校の暗殺や鉄道爆破などのゲリラ闘争を開始した。
「義勇兵パルチザン (FTP)」のうちでも外国人（移民）を中心に結成されたのが「義勇兵パルチザン ― 移民労働者 (FTP-MOI)」である。「義勇兵パルチザン ― 移民労働者」はさらに、移民の国籍・人種（ルーマニア人、ハンガリー人、イタリア人、スペイン人、ユダヤ人など）により複数の分遣隊に分かれていた。こうした武装ゲリラ活動の一環として、パリではアルメニア人ミサク・マヌシアン（フランス語読みで「ミッシェル・マヌーシアン」と表記される）を中心とするマヌーシアン・グループが活発な活動を展開していた。マヌーシアンはオスマン帝国政府によるアルメニア人虐殺を逃れ、1925年にフランスに亡命。1941年にレジスタンス運動に参加し、1943年2月からパリ地域の「義勇兵パルチザン ― 移民労働者」で活躍し、総監に任命された。マヌーシアン・グループのメンバーは主にハンガリー系・ポーランド系のユダヤ人60～65人であり、ほとんどが母国でのファシズムや弾圧を逃れてフランスに移住した外国人であった。彼らは少人数ながら、フランス強制労働局 (STO) 総監・親衛隊大佐のユリウス・リッターの暗殺（1943年9月28日）などの重要なゲリラ活動を行ったことで知られていた。しかし同年、パリ警察特別部隊による一斉検挙において、数か月にわたる尾行により逮捕され、拷問を受けた後、ドイツ軍に引き渡された。1943年1月から11月までに「義勇兵パルチザン ― 移民労働者」196人が逮捕されたが、このうちマヌーシアン・グループのメンバー23人が死刑を宣告された。ドイツ軍はさらに、この機に乗じて反ユダヤ主義的・外国人嫌悪的プロパガンダを行い、恐怖心を煽ることでレジスタンス運動を制圧するために、彼らの写真を撮り、動画に収めた。この画像をもとに作成されたのが「赤いポスター」である。なお、「赤いポスター」に掲載された写真は、拷問の跡を消すために修正を加えている。
「赤いポスター」は15,000部以上印刷され、パリの壁という壁に貼られ、ナントやリヨンにも配布された。だが、このドイツ軍のプロパガンダは逆効果を招くことになった。その目的を達成しなかったばかりか、逆に深い共感と称賛を呼び起こし、マヌーシアン・グループはナチス・ドイツ占領下でフランスのために戦って死んだ外国人の象徴となったのである。
マヌーシアン・グループのメンバー23人のうち、唯一の女性オルガ・バンシックを除く22人は、1944年2月21日15時40分、パリ近郊のモン・バレリアンで銃殺された。オルガ・バンシックはドイツに移送され、再審議の結果、再び死刑を宣告され、1944年5月10日、シュトゥットガルトで斬首刑に処された。
1947年、マヌーシアン・グループのメンバーにレジスタンス勲章が贈られた。

## 事件の影響
ミッシェル・マヌーシアンは処刑当日の朝、妻メリネ宛に手紙を書いている。

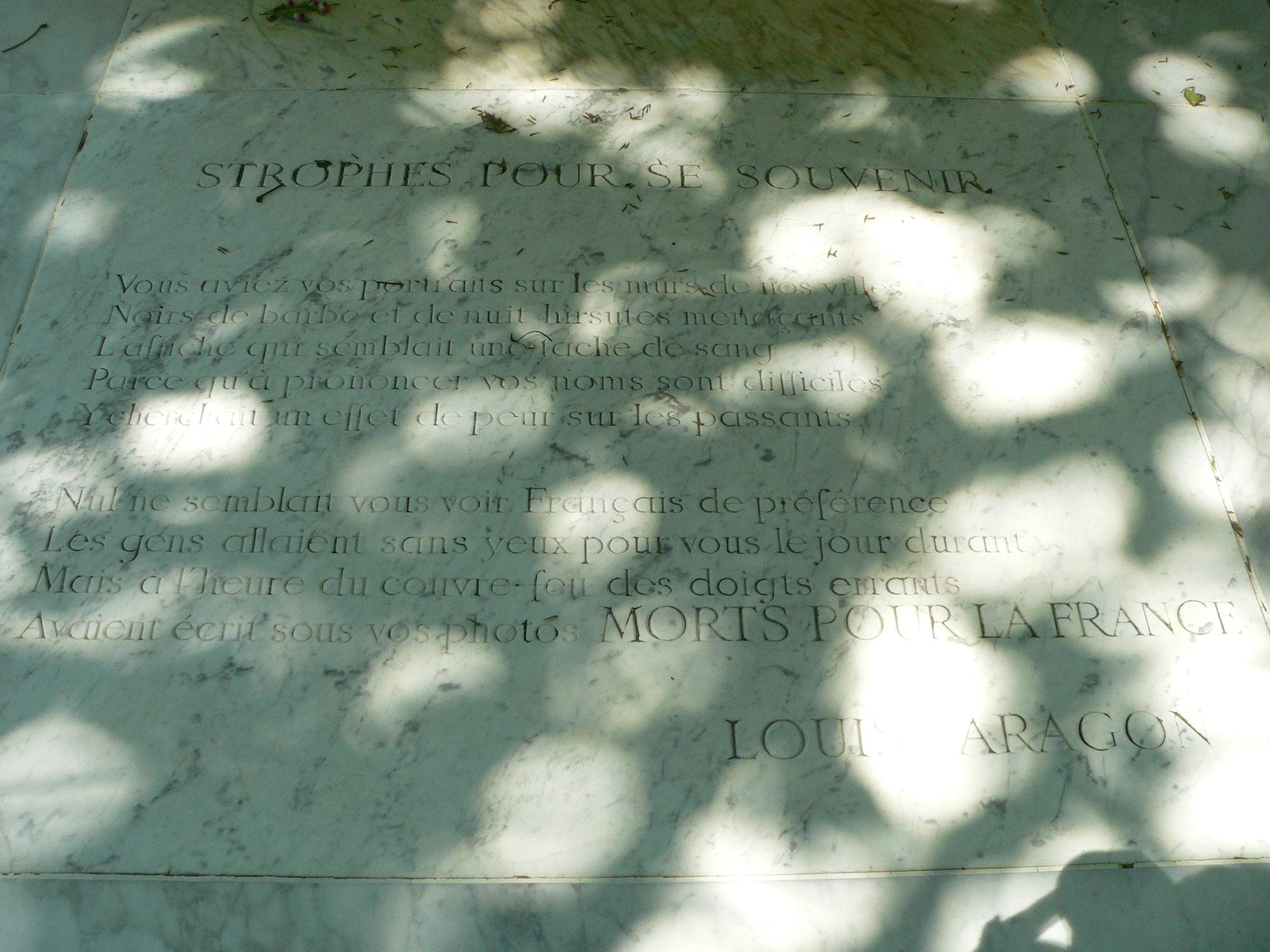
「義勇兵パルチザン ― 移民労働者」に捧げられた慰霊碑に刻まれたアラゴンの「思い出すための歌章」(ペール・ラシェーズ墓地)

1955年、この事件に因んで、パリ20区に1934年に開通し、それまで命名されていなかった通りを「マヌーシアン・グループ通り」と名づけた。そしてこれを記念して詩人ルイ・アラゴン (1897年-1982年) が上記のマヌーシアンの妻宛の手紙に発想を得た詩「思い出すための歌章」を発表した。この詩は翌1956年に出版された『未完の物語』に収録された。さらに、1959年、作詞・作曲家で歌手のレオ・フェレ (1916年-1993年) が「思い出すための歌章」に曲をつけて「赤いポスター」として発表した。なお、レオ・フェレはこの詩を含む計10篇のアラゴンの詩に曲をつけ、1961年にアルバム『アラゴンの歌』を発表しているが、特に「赤いポスター」は以後、ジャック・ベルタン (1946年-)、カトリーヌ・ソヴァージュ(1929年-1998年)、マルク・オジュレ(1932年-2018年)、レニー・エスキュデロ(1932年-2015年)、ママ・ベア(1948年-)、モニック・モレリ(1923年-1993年)、ディディエ・バルブリヴィアン(1954年-)、ベルナール・ラヴィリエ(1946年-) などの多くの歌手により歌い継がれている。

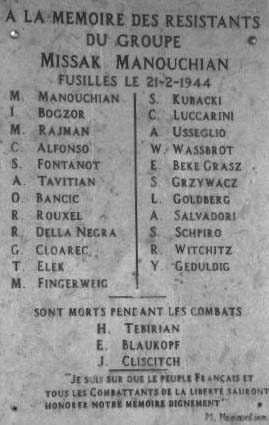
マヌーシアン・グループ・レジスタンス運動家の追悼碑

上記の大島博光訳の手紙は同氏の著書『レジスタンスと詩人たち』(白石書店、1981年) に掲載されているが、詩人・翻訳家で特にレジスタンス運動に関する詩を多く紹介している大島は、アラゴンの「思い出すための歌章」を含む『未完の物語』も翻訳しており、『アラゴン選集』第3巻 (飯塚書店、1979年) として出版されている。併せて、「思い出すための歌章」は、大島博光記念館（長野市松代）の公式ウェブサイト（ブログ）にも掲載されている。レオ・フェレの「赤いポスター」は日本語の歌詞をつけたものがあり、渡辺歌子などの日本のシャンソン歌手がアルバムに収録しているが、歌詞は大島訳の「思い出すための歌章」ではなく、また、一部省略されている。
シモーヌ・ド・ボーヴォワールは自伝小説『女ざかり ある女の回想』で、地下鉄の壁に貼られた「赤いポスター」を見つめ、「悲しみに暮れながら」彼らのことを「忘れまいと思った」と書いている。
1976年、フランク・カサンティ監督が映画『赤いポスター』を発表し、ジャン・ヴィゴ賞を受賞した。
1994年、ドキュメンタリー映画『赤いポスター』が制作され、フランス3の歴史番組「歴史の火傷 (Les Brûlures de l'Histoire)」で放映された。
1997年10月22日、元老院（上院）議員のロベール・バダンテールが第二次世界大戦中にナチス・ドイツ軍によりモン・バレリアンで銃殺された「レジスタンス運動家および捕虜、ならびに身元が判明していない人々」に捧げる慰霊碑を建てる法案を提出し、満場一致で可決された。完成した慰霊碑はこの時点までに身元が判明していた1,008人の犠牲者の名前が刻まれた高さ2.18 mの青銅の鐘であり、2003年に落成式が行われた。
2009年、ロベール・ゲディギャン監督が「赤いポスター」を題材にした映画『犯罪の軍隊 (L'Armée du crime)』を制作し、同年の第62回カンヌ国際映画祭で特別招待作品として上映された。
フランスでは「赤いポスター」とこれに関する歴史はほとんどの教科書に記載されている。

## 銃殺されたマヌーシアン・グループのメンバー
メンバー23人については、ロベール・ゲディギャン監督『犯罪の軍隊』のBiographies (フランス語) に記載されている。

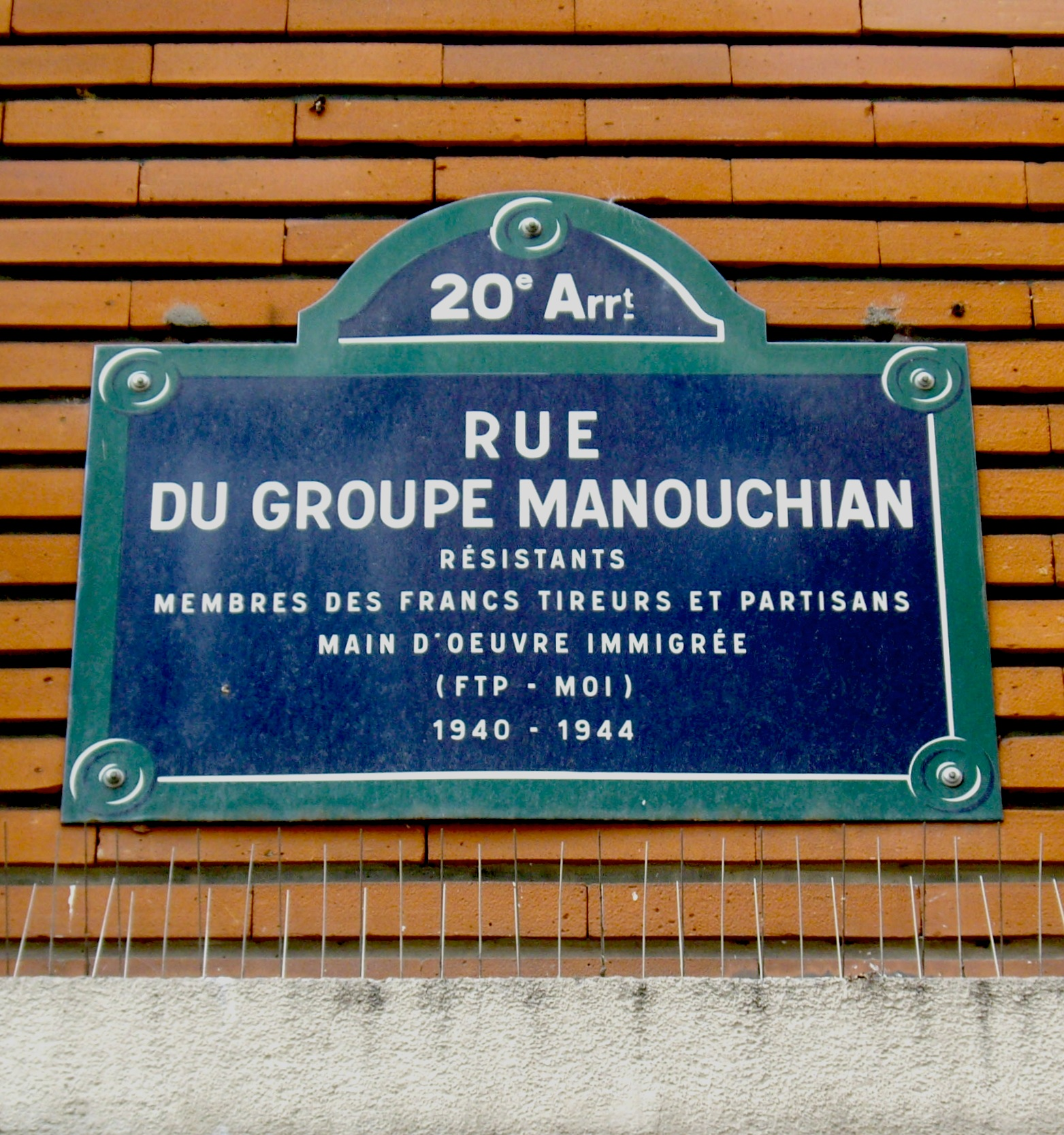
パリ20区のマヌーシアン・グループ通り:「義勇兵パルチザン ― 移民労働者 (FTP-MOI) のレジスタンス運動家 1940-1944」

- パリ20区のマヌーシアン・グループ通り:「義勇兵パルチザン ― 移民労働者 (FTP-MOI) のレジスタンス運動家 1940-1944」Missak Manouchian (赤いポスター掲載)：アルメニア生まれ、37歳
- Celestino Alfonso (赤いポスター掲載)：スペイン生まれ、27歳
- Joseph Boczov [József Boczor; Wolff Ferenc] (赤いポスター掲載)：ハンガリー生まれ、38歳、化学技師
- Thomas Elek [Elek Tamás] (赤いポスター掲載)：ハンガリー生まれ、18歳、学生
- Maurice Fingercwajg (赤いポスター掲載)：ポーランド生まれ、19歳
- Spartaco Fontano (赤いポスター掲載)：イタリア生まれ、22歳

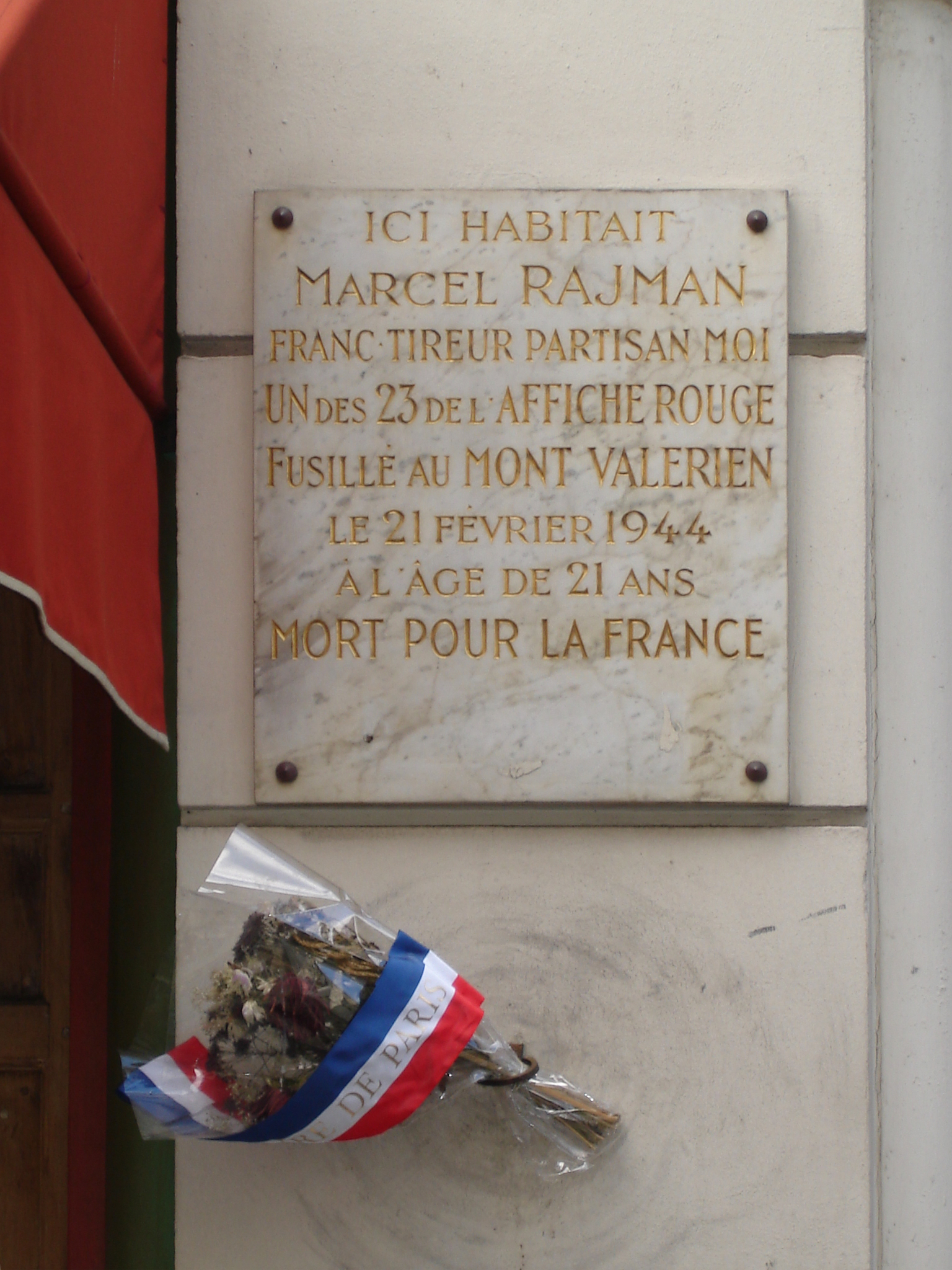
メンバーの1人マルセル・ラジュマンの追悼碑:「ここに義勇兵パルチザン ― 移民労働者で、1944年2月21日にモン・バレリアンで銃殺された赤いポスターの23人の1人であるマルセル・ラジャマンが住んでいた。21歳でフランスのために亡くなった」(パリ11区イムーブル・ザンデュストリエル通り1番地)

- メンバーの1人マルセル・ラジュマンの追悼碑:「ここに義勇兵パルチザン ― 移民労働者で、1944年2月21日にモン・バレリアンで銃殺された赤いポスターの23人の1人であるマルセル・ラジャマンが住んでいた。21歳でフランスのために亡くなった」(パリ11区イムーブル・ザンデュストリエル通り1番地)Szlama Grzywacz (赤いポスター掲載)：ポーランド生まれ、34歳
- Marcel Rajman (赤いポスター掲載)：ポーランド生まれ、21歳
- Wolf Wajsbrot (赤いポスター掲載)：ポーランド生まれ、18歳
- Robert Witchitz (赤いポスター掲載)：フランス生まれ、19歳
- Olga Bancic：ルーマニア生まれ、32歳（唯一の女性。1944年5月10日にドイツで斬首）
- Georges Cloarec：フランス生まれ、20歳
- Rino Della Negra：イタリア生まれ、19歳、サッカー選手
- Jonas Geduldig：ポーランド生まれ、26歳
- Emeric Glasz [Békés (Glass) Imre]：ハンガリー生まれ、42歳、製鉄工場労働者
- Léon Goldberg：ポーランド生まれ、19歳
- Stanislas Kubacki：ポーランド生まれ、36歳
- Cesare Luccarini：イタリア生まれ、22歳
- Armenak Arpen Manoukian：アルメニア生まれ、44歳
- Roger Rouxel：フランス生まれ、18歳
- Antoine Salvadori：イタリア生まれ、24歳
- Willy Schapiro：ポーランド生まれ、29歳
- Amédéo Usséglio：イタリア生まれ、32歳

## 参考資料
- 大島博光『レジスタンスと詩人たち』白石書店、1981年
- 大島博光訳『アラゴン選集』第3巻、飯塚書店、1979年
- 大島博光記念館公式ウェブサイト (ブログ)